# Rhododendron watsonii
Rhododendron watsonii är en ljungväxtart som beskrevs av William Botting Hemsley och E.H. Wilson. Rhododendron watsonii ingår i släktet rododendron, och familjen ljungväxter. Inga underarter finns listade i Catalogue of Life.